# Uwe Freese
Uwe Freese (* 22. Dezember 1957 in Kyritz) ist ein deutscher Radsportler.

## Sportliches
Freese, der seine Laufbahn bei der SG Dynamo Kyritz begann, startete für den SC Dynamo Berlin bei Straßen- und Bahnrennen sowie bei Querfeldeinrennen. Bei letzteren war er bereits in der Jugend sehr erfolgreich. Er errang Etappensiege bei der DDR-Rundfahrt  (1978 war er in diesem Rennen bester Nachwuchsfahrer), der Bulgarien-Rundfahrt und Thüringen-Rundfahrt. Sein bestes Ergebnis in einem Etappenrennen war 1976 der 2. Platz bei der DDR-Rundfahrt. In diesem Rennen belegte er auf der 1. Etappe – gleichzeitig das 70. Straßenrennen Rund um Berlin um den Großen Preis der Berliner Zeitung – nach André Van den Steen und Bernard Kręczyński den 3. Rang vor Ulrich Borrmann und avancierte damit zum besten DDR-Fahrer. 1976, 1978 und 1979 wurde er DDR-Meister im Querfeldeinrennen.  Weitere gute Platzierungen bei DDR-Meisterschaften erreichte er im Bergzeitfahren mit Platz 2, 1978 und im Kriterium mit Platz 2 ebenfalls 1978. 1978 siegte er im Auswahlrennen Rund um Langenau. Er beendete seine Laufbahn 1981.

## Privates
Er ist der Bruder von Burkhard Freese, mit dem er gemeinsam beim SC Dynamo Berlin Rennen bestritt.

## Berufliches
Freese hat eine Ausbildung zum Fahrzeugschlosser absolviert. Nach seiner aktiven Laufbahn arbeitete Freese seit 1989 als Trainer, u. a. als Landesverbandstrainer und beim KED-Radteam in Berlin. Von 2006 bis 2008 war er Bundestrainer für den Ausdauerbereich. Die Zusammenarbeit beendete der Bund Deutscher Radfahrer nach dem enttäuschen Abschneiden der Verfolger bei den Olympischen Spielen 2008 in Peking.